# Pidonia takahashii
Pidonia takahashii är en skalbaggsart som beskrevs av Mikio Kuboki 1983. Pidonia takahashii ingår i släktet Pidonia och familjen långhorningar.
Artens utbredningsområde är Taiwan. Inga underarter finns listade i Catalogue of Life.